# Бара (район)
Бара (непальск. बारा जिल्ला) — один из 75 районов Непала. Входит в состав зоны Нараяни, которая, в свою очередь, входит в состав Центрального региона страны. Административный центр — город Калайя.
Граничит с районом Парса (на западе), районом Макванпур (на севере), районом Раутахат (на востоке) и с индийским штатом Бихар (на юге). Площадь района составляет 1190 км².
Население по данным переписи 2011 года составляет 687 708 человек, из них 351 244 мужчины и 336 464 женщины. По данным переписи 2001 года население насчитывало 559 135 человек. 81,72 % населения исповедуют индуизм; 13,04 % — ислам; 4,53 % — буддизм; 0,24 % — христианство.